# Hyposoter albonotatus
Hyposoter albonotatus là một loài tò vò trong họ Ichneumonidae.